# Humenská
Humenská je národní přírodní rezervace v oblasti Východní Karpaty.
Nachází se v katastrálním území obce Ptičie v okrese Humenné v Prešovském kraji. Území bylo vyhlášeno či novelizováno v roce 1980 na rozloze 70,37 ha. Ochranné pásmo nebylo stanoveno.